# گارچن دوژه
گارچن دوژه (به لهستانی:  Garczyn Duży) یک روستا در لهستان است که در گمینا کاووشن واقع شده‌است.
 گارچن دوژه  ۱۰۰ نفر جمعیت دارد.